# شهرك امام (مقاطعة دورود)
شهرك امام (بالإنجليزية: Shahrak Emam)‏ هي منطقة سكنية تقع في لرستان في إيران. يقدر عدد سكانها بـ 2,369 نسمة .